# Palomares (Almería)
| \| Palomares \| Localisation de Palomares en Espagne |
| Palomares                                            |

Pour les articles homonymes, voir Palomares.

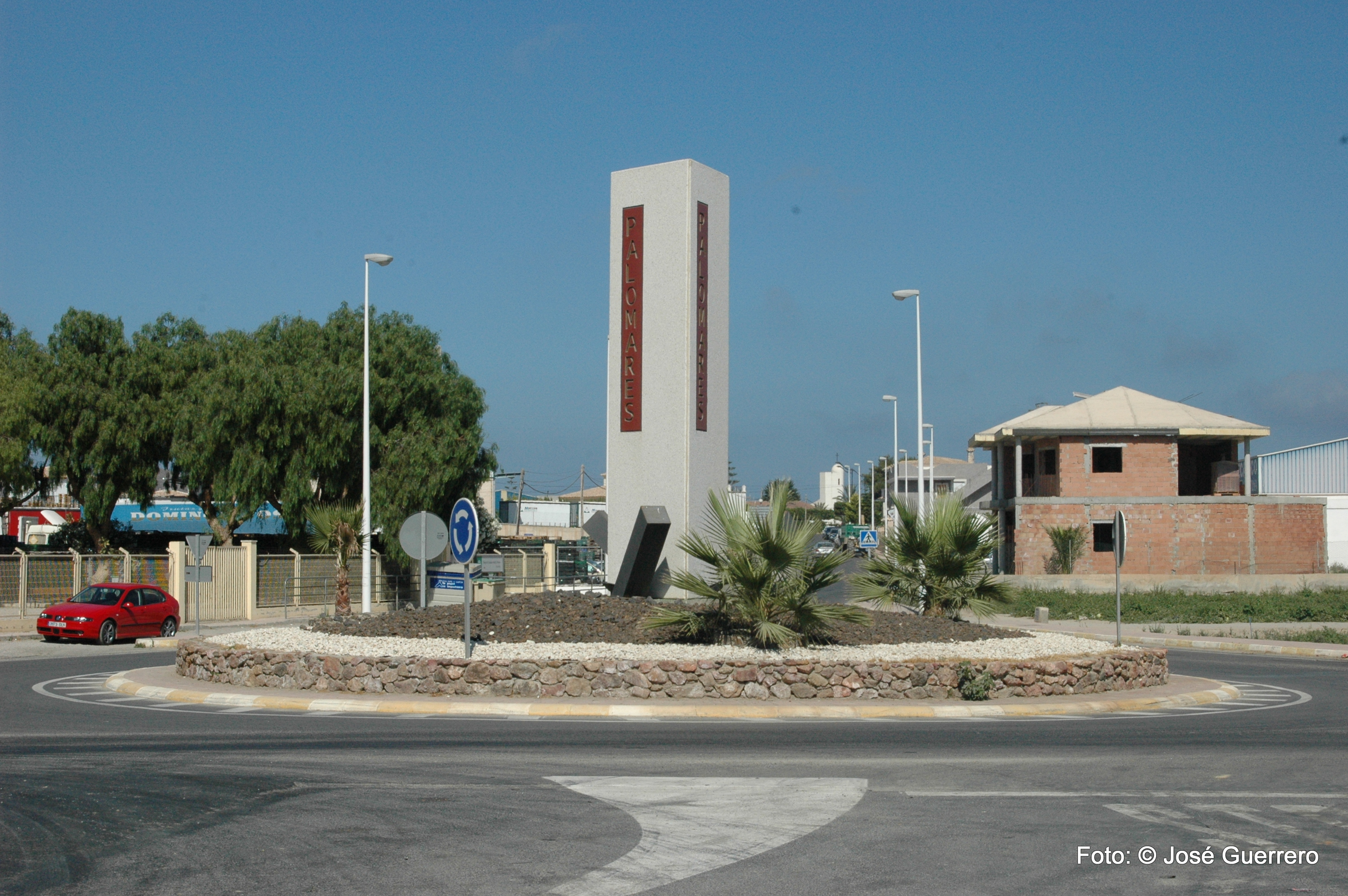
Entrée de Palomares

Palomares est une sous-division de Cuevas del Almanzora dans la province d'Almería en Andalousie (Espagne).

## Histoire
Le 17 janvier 1966, un B52 contenant quatre bombes nucléaires s'y écrasa. Deux d'entre-elles sont tombées sur le sol à haute vitesse et des centaines d'hectares de terres agricoles ont été contaminées par du plutonium.